# Xyris atrovirida
Xyris atrovirida är en gräsväxtart som beskrevs av Doust och B.J.Conn. Xyris atrovirida ingår i släktet Xyris och familjen Xyridaceae. Inga underarter finns listade i Catalogue of Life.